# Donda
“Donda”는 미국의 래퍼 겸 프로듀서 카니예 웨스트의 열 번째 정규 음반이다. 2021년 8월 29일 GOOD 뮤직과 데프 잼 레코딩스를 통하여 발매되었다. 초기에는 2020년 7월 24일에 음반을 발매하려고 하였으나 이후 수 차례 발매가 연기되었다. 이후 2021년 7월 애틀랜타에 위치한 메르세데스-벤츠 스타디움에 임시 녹음실을 만들고 7월 22일과 8월 5일 리스닝 이벤트를 개최하였다. 세 번째 리스닝 이벤트는 8월 26일 시카고의 솔저 필드에서 열렸고, 이벤트 개최 후에도 웨스트는 트랙리스트를 계속 수정하였다.
힙합과 가스펠을 기반으로 팝, 프로그레시브 랩, 트랩과 같은 웨스트의 전작에서 나타난 음악적 요소들 뿐만 아니라 붐뱁이나 드릴, 일렉트로팝, 힙 하우스, 인더스트리얼 힙합 등 다양한 장르를 시도하였다. 프로듀서로서 웨스트 본인과 함께 보이-원다, E. 백스, DJ 칼릴, 게사펠슈타인, 마이크 딘, 로니 J, 스위즈 비츠를 포함하여 다양한 이들이 참여하였으며, 드럼의 사운드가 줄어든 미니멀리즘적 작품 혹은 맥시멀리즘적인 작품이라는 상반된 두 말 모두로 묘사된다. 프로듀서처럼 여러 음악가가 피처링 등으로 수록곡에 참여하였으며, 종교, 중독, 자아, 정신적 불안과 가족과의 관계, 킴 카다시안과의 별거, 음반의 제목으로도 사용한 엄마 돈다 웨스트 등 전작보다 어두운 색채의 가사로 이루어져 있다.
발매 이후 “Donda”는 여러 논란에 둘러싸였고, 웨스트는 자신의 허락 없이 음반이 공개됐다고 주장했지만, 유니버설 뮤직 그룹은 이를 부인했다. 한편 비평가들도 양분된 평가를 보였다. 일부 평론가는 가장 최근에 발매한 작품보다는 뛰어난 질을 보여주었다고 호평을 보냈으나, 대부분의 평론가는 음반이 너무 길며 일관성이 부족하고, 몇몇은 다베이비나 마릴린 맨슨과 같은 논란이 많은 가수의 참여에 대해 부정적인 반응을 내비쳤다. 하지만 이런 비평적인 부분과는 달리 웨스트의 연속 10번째 빌보드 200 차트 외 많은 차트에서 1위로 데뷔하는 등 상업적으로는 성공을 거두었다. 또한 스포티파이와 애플 뮤직 역사상 발매일 가장 많이 스트리밍된 음반 중 하나가 되었다. 2021년 9월 14일 리드 싱글로 ‘Hurricane’이 나왔다.
제64회(2022) 그래미상 올해의 앨범상 후보이다.

## 구성
“Donda”는 웨스트의 전작에서 보여준 스타일 부분의 기틀을 다루고 있다. 힙합, 가스펠, 팝, 트랩, 그리고 프로그레시브 랩 음반이라고 분류하고 있으며, 드릴, 힙 하우스, 붐뱁 등에 영향을 받았다고 언급된다. 로스앤젤레스 타임스의 미카엘 우드는 음반을 "‘Yeezus’의 거친 인더스트리얼 힙합, ‘Jesus Is King’에 나타나는 교회의 오르간 반주의 복음성가와 같은 느낌, ‘My Beautiful Dark Twisted Fantasy’의 으스대는 느낌, ‘808s & Heartbreak’에서의 삐 소리가 나는 일렉트로팝"을 섞어놓은 느낌이라고 묘사하였다. 디 애틀랜틱의 스펜서 콘헤이버는 "스타일적 혁신이 지금까지 웨스트의 음악적 경력을 이끌어 왔지만, 어쩌면 웨스트는 ‘Donda’를 자신의 인생 음반, 즉 최고의 업적이자 앤솔로지라 생각하고 있을지도 모른다"고 이야기하였다. 하지만 “Donda”는 "약간의 겉핥기식 스네어"와 "리듬을 모방하는 신스 베이스"가 이따금 등장하는 것 외에는 드럼이 존재하지 않기 때문에 전작과는 이례적임을 풍긴다. “Donda”의 가스펠 음악의 통합은 이전 정규 음반인 “Jesus Is King”과는 달리 트랩 비트와 오토튠을 많이 사용하면서 더 미묘해졌다. 칼 윌슨은 슬레이트에 쓴 리뷰에서 이를 "트랩 비트가 오르간과 성가대를 만났을 때의 음악"이라고 표현하였다.

## 트랙 리스트
| #            | 제목                     | 작사·작곡 | 프로듀서                                                                                      | 재생 시간 |
| ------------ | ------------------------ | --- | --------------------------------------------------------------------------------------------- | --------- |
| 1.           | 〈Donda Chant〉          | 카니예 웨스트 실리나 존슨 | 카니예 웨스트                                                                                 | 0:52      |
| 2.           | 〈Jail〉                 | 웨스트 숀 카터 워린 캠벨 찰스 나파 마이크 딘 마크 윌리엄스 롤 큐비나 드웨인 어버너시 션 솔리머 조니 모일렛                                                                              | 웨스트 88-키스 마이크 딘 오지볼타 뎀 조인츠 [a] E.백 [a] 션 솔리머 [b]                        | 4:57      |
| 3.           | 〈God Breathed〉         | 웨스트 테리버리스 홀리스 에반 매스트 M. 윌리엄스 큐비나 아론 버츠 프레데리코 빈드베르 브라이언 밀러 리처드 맥과이어 샐바토르 프린시파토 데니스 영 스콧 하틀리                           | 웨스트 E.백스 오지볼타 애로 프레데리코 빈드베르 [a] 올 데이 [a]                               | 5:33      |
| 4.           | 〈Off the Grid〉         | 웨스트 조던 카터 맥시 라일스 III 새뮤얼 글로드 M. 윌리엄스 큐비나 아스와드 아시프 데이비드 루오프 엘리아스 클러그해머 에릭 슬론 주니어                                                  | 웨스트 30 록 오지볼타 아요AA 데이비드 x 엘리 [a] 슬론 [b]                                     | 5:39      |
| 5.           | 〈Hurricane〉            | 웨스트 도미니크 존스 에이블 테스페이 마크 음보고 조시 미스 대니얼 시프 샘 바시 자말 그윈 M. 딘 칼릴 압둘라만 로널드 스펜스 주니어 M. 윌리엄스 큐비나 헨리 월터 나파 크리스토퍼 루엘라스 | 웨스트 부그즈다비스트 딘 DJ 칼릴 로니 J 오지볼타 [a] 서컷 [a] 88-키스 [b] 나센트 [b]          | 4:03      |
| 6.           | 〈Praise God〉           | 웨스트 하이킴 카터 자크스 웹스터 음보고 글로드 M. 윌리엄스 큐비나 앤서니 칸 어퀼 테이트 슬론                                                                                            | 웨스트 30 록 오지볼타 트와일라이트 톤 [a] 잰타치 [a] 딘 [a] 슬론 [b]                          | 3:46      |
| 7.           | 〈Jonah〉                | 웨스트 더크 뱅크스 홀린스 마이클 수스키 태런스 브라운 웨슬리 글래스 M. 딘 | 웨스트 델레트워크 TT 아우디 위지 [b] 딘 [b]                                                   | 3:15      |
| 8.           | 〈Ok Ok〉                | 웨스트 마일즈 맥콜럼 덴젤 찰스 라일스 레너드 이스트 매튜 새뮤얼스 루이스 벨 | 웨스트 보이-원다 루이스 벨 [a]                                                                | 3:24      |
| 9.           | 〈Junya〉                | 웨스트 J. 카터 이스트 나시르 펨버튼 M. 윌리엄스 큐비나 로아크 베일리 | 웨스트 디지털 나스 오지볼타 로아크 베일리 [b]                                                 | 2:27      |
| 10.          | 〈Believe What I Say〉   | 웨스트 마크 미리 크리스티 갈로 어버너시 마이클 물레 드 보니 M. 윌리엄스 큐비나 그윈 앤서니 레이드                                                                                       | 웨스트 뎀 조인츠 FnZ [a] 오지볼타 [a] 부그즈다비스트 [a] 앤트맨 원더 [b]                      | 4:02      |
| 11.          | 〈24〉                   | 웨스트 음보고 밀러 M. 윌리엄스 큐비나 캠벨 | 웨스트 올 데이 오지볼타 워린 캠벨 [a] 코리 헨리 [a]                                           | 3:17      |
| 12.          | 〈Remote Control〉       | 웨스트 제프리 윌리엄스 펨버튼 케빈 곰링어 팀 곰링어 M. 윌리엄스 큐비나 나파 M. 딘 트래비스 월튼                                                                                         | 웨스트 디지털 나스 큐비츠 오지볼타 88-키스 [a] 딘 [a] 테디 월튼 [b]                           | 3:18      |
| 13.          | 〈Moon〉                 | 웨스트 칼렙 톨리버 스콧 메스커디 매스트 그윈 압둘라만 | 웨스트 E.백스 부그즈다비스트 [a] DJ 칼릴 [a]                                                  | 2:36      |
| 14.          | 〈Heaven and Hell〉      | 웨스트 나파 그윈 M. 윌리엄스 큐비나 니마 자한빈 파이몬 자한빈 에드거 팬포드 | 웨스트 88-키스 부그즈다비스트 오지볼타 [a] 월리스 레인 [a] 나베인 [a]                         | 2:25      |
| 15.          | 〈Donda〉                | 웨스트 그윈 물레 드 보니 M. 윌리엄스 큐비나 | 웨스트 부그즈다비스트 FnZ [a] 오지볼타 [a]                                                    | 2:08      |
| 16.          | 〈Keep My Spirit Alive〉 | 웨스트 음보고 그윈 물레 드 보니 M. 윌리엄스 큐비나 어버너시 다리우스 우들리 리코 니콜스 로런스 파커                                                                                     | 웨스트 부그즈다비스트 FnZ 오지볼타 뎀 조인츠 [b] 다리우스 우들리 [b] 리코 니콜스 [b]          | 3:41      |
| 17.          | 〈Jesus Lord〉           | 웨스트 엘파다로 알라 래리 후버 주니어 카심 딘 마이크 레비 M. 딘 | 웨스트 스위즈 비츠 게사펠슈타인 [a] 딘 [a]                                                    | 8:58      |
| 18.          | 〈New Again〉            | 웨스트 크리스토퍼 브라운 그윈 어버너시 M. 윌리엄스 큐비나 N. 자한빈 P. 자한빈 라라야 로빈슨 나파                                                                                        | 웨스트 부그즈다비스트 뎀 조인츠 [a] 오지볼타 [a] 월리스 레인 [a] 미아 월리스 [a] 88-키스 [b]  | 3:03      |
| 19.          | 〈Tell the Vision〉      | 웨스트 바샤 잭슨 그윈 물레 드 보니 M. 윌리엄스 큐비나 | 웨스트 부그즈다비스트 FnZ [a] 오지볼타 [a]                                                    | 1:44      |
| 20.          | 〈Lord I Need You〉      | 웨스트 카를로스 필립스 그윈 글래스 물레 드 보니 매스트 | 웨스트 부그즈다비스트 위지 [a] FnZ [a] E.백스 [a] 오지볼타 [b] 폴른 [b]                       | 2:42      |
| 21.          | 〈Pure Souls〉           | 웨스트 로드릭 무어 친시 리 티셰인 톰슨 래피얼 서디크 사이먼 플러머 도니 플로레스 그윈 M. 윌리엄스 큐비나 M. 딘 팀 프리드리히 크리스토프 보스 베스티안 볼켈 올랜더 와일더                | 웨스트 부그즈다비스트 오지볼타 [a] 딘 [a] 수쿠키 [a] 슈코 [a] 바스티안 볼켈 [a] 파이야 맨 [b] | 5:58      |
| 22.          | 〈Come to Life〉         | 웨스트 제프 배스커 캠벨 M. 윌리엄스 큐비나 | 웨스트 배스커 오지볼타 캠벨 딘 [a]                                                            | 5:10      |
| 23.          | 〈No Child Left Behind〉 | 웨스트 홀린스 그윈 레비 자슈아 브라운 | 웨스트 부그즈다비스트 게사펠슈타인 캐시미어 브라운 [b]                                        | 2:58      |
| 24.          | 〈Jail, Pt. 2〉          | 웨스트 조너선 커크 브라이언 워너 캠벨 나파 M. 딘 M. 윌리엄스 큐비나 어버너시 솔리머 | 웨스트 88-키스 딘 오지볼타 뎀 조인츠 [a] E.백스 [a] 솔리머 [b]                                | 4:57      |
| 25.          | 〈Ok Ok, Pt. 2〉         | 웨스트 찰스 친시 리 라일스 이스트 톰슨 플러머 플로레스 새뮤얼스 벨 | 웨스트 보이-원다 벨 [a]                                                                       | 3:24      |
| 26.          | 〈Junya, Pt. 2〉         | 웨스트 J. 카터 타이론 그리핀 이스트 펨버튼 M. 윌리엄스 큐비나 베일리 | 웨스트 디지털 나스 오지볼타 베일리 [b]                                                        | 3:02      |
| 27.          | 〈Jesus Lord, Pt. 2〉    | 웨스트 알라 제이슨 필림스 데이비드 스타일스 션 제이콥스 후버 K. 딘 레비 M. 딘 | 웨스트 스위즈 비츠 게사펠슈타인 [a] 딘 [a]                                                    | 11:30     |
| 총 재생 시간 | 총 재생 시간             | 총 재생 시간 | 총 재생 시간                                                                                  | 108:49    |

참고
- ^[a]  공동 프로듀서를 의미한다
- ^[b]  추가 프로듀서를 의미한다